# Pachrophylla linearia
Pachrophylla linearia là một loài bướm đêm trong họ Geometridae.